# 지방도 제843호선
지방도 제843호선은 전라남도 고흥군 점암면 점암면오산 교차로와 화순군 이양면 옥리를 잇는 전라남도의 지방도이다.
1995년 12월 8일 고흥군 도화면에서 포두, 영남, 점암, 과역, 남양면을 거쳐 보성군 벌교읍까지 이어지는 노선으로 신설되었다. 2003년 3월 27일 국도 제77호선으로 승격된 고흥군 도화면 ~ 점암면을 제외하고 보성군 벌교읍에서 조성, 겸백, 보성강댐, 장흥군 장평면을 거쳐 화순군 이양면까지 연장해 '점암 ~ 이양선'이 되었다.
보성군 벌교읍 ~ 득량면 구간은 국도 제2호선과 중복되며, 중간에 벌교 나들목과 접속하여 남해고속도로를 이용할 수 있다.

## 연혁
- 1995년 12월 8일 : 기점을 '고흥군 도화면 지죽리(죽도)', 종점을 '보성군 벌교읍 장좌리'로 하여 74.9km 구간을 지방도 제843호선 '도화 ~ 벌교선'을 새로 지정[1]
- 1996년 12월 9일 : 1997년 12월까지 단장 ~ 도화간 도로(고흥군 도화면 구암리) 확포장공사를 위해 1.6km 구간 도로구역 변경, 2000년 12월까지 도화 ~ 지죽간 연륙교(고흥군 도화면 구암리 ~ 지죽리) 신설공사를 위해 2.6km 구간 도로구역 변경, 1997년 12월까지 영남 ~ 점암간 도로(고흥군 점암면 강산리 ~ 영남면 우천리) 확포장공사를 위해 1.7km 구간 도로구역 변경[2]
- 1998년 7월 20일 : 2002년 7월까지 벌교 ~ 대포간 도로(보성군 벌교읍 장좌리 ~ 고흥군 동강면 죽암리) 확포장공사를 위해 7.9km 구간 도로구역 변경[3]
- 1998년 8월 20일 : 2001년까지 포두 ~ 능정간 도로 확포장공사를 위해 고흥군 영남면 금사리 1.47km 구간과 고흥군 포두면 옥강리 1.06km 구간 도로구역 변경[4]
- 1999년 1월 20일 : 2002년까지 과역 ~ 남양간 도로(고흥군 과역면 호덕리 ~ 점암면 화계리) 확포장공사를 위해 3.88km 구간 도로구역 변경[5]
- 2001년 10월 27일 : 2002년 12월까지 도화 ~ 지죽간 연륙교(고흥군 도화면 구암리 ~ 지죽리) 가설공사를 위해 2.6km 구간 도로구역 변경, 2002년 12월까지 포두 ~ 능정간 도로(고흥군 영남면 금사리) 확포장공사를 위해 1.47km 구간 도로구역 변경[6]
- 2003년 3월 27일 : 기점을 고흥군 도화면 지죽리(죽도)에서 '고흥군 점암면 강산리'로 단축하고 종점을 보성군 벌교읍 장좌리에서 '화순군 이양면 옥리'로 연장함. 이에 따라 노선명을 '도화 ~ 벌교선'에서 '점암 ~ 이양선'으로 변경하고 총 연장 84.1km가 됨.[7]
- 2004년 9월 30일 : 2005년 12월까지 용지교(보성군 미력면 덕림리) 개축공사를 위해 270m 구간 도로구역 변경[8]
- 2011년 1월 27일 : 2013년 12월까지 죽암 ~ 옹암간 도로(고흥군 동강면 죽암리) 확포장공사를 위해 1.1km 구간 도로구역 변경[9]
- 2014년 1월 2일 : 죽암 ~ 옹암간 도로(고흥군 동강면 죽암리 옹암 교차로 ~ 죽동마을) 940m 구간 확장 개통[10]
- 2015년 4월 9일 : 2020년 3월까지 보성 ~ 겸백간 도로(보성군 미력면 덕림리 ~ 겸백면 남양리) 확포장공사를 위해 5.0km 구간 도로구역 변경[11]

## 주요 경유지
- 고흥군
  - 점암면 점암면오산 교차로 - 강산리 - 강산삼거리 - 한동교 - 성기리 - 화전삼거리 - 화계리 - 신기교
  - 과역면 신기교 - 신곡리 - 호덕리 - (미개통 구간 : 호덕리 - 연등리 - 오도2방조제 - 오도 - 오도1방조제)
  - 남양면 (미개통 구간 : 오도1방조제 - 신흥리 - 신망방조제 - 망주리 - 월정리) - 월정리 - 남양면왕주 교차로 - 죽암방조제
  - 동강면 죽암방조제 - 죽암리
- 보성군
  - 벌교읍 대포리 - 영등초등학교 (폐교) - 영등리 - 영등교 - 장좌리 - 장좌 교차로 - 무만육교 - 원동교 - 척령삼거리 - 벌교 교차로 - 보성소방서 - 벌교 나들목 - 옥천교 - 열가재
  - 조성면 열가재 - 신월리 - 신월삼거리 - 조성교 - 조성삼거리 - 조성남초등학교 - 동촌리
  - 득량면 예당리 - 예당사거리 - 송곡리 - 군두사거리 - 삼정리 - 오도재
  - 겸백면 오도재 - 수남교 - 사곡삼거리 - 사곡교 - 남양삼거리 - 보성강댐 - 용산리
  - 미력면 화방리 - 용지교 남단 - 덕림 교차로 - 덕림리 - 반암교
  - 보성읍 반암교 - 만평삼거리 - 차시험장삼거리 - 용문리
  - 노동면 광곡리 - 광화교 - 노동마을앞 교차로 - 노동면용호리 교차로 - 감정리 - 옥마리
- 장흥군
  - 장평면 두봉교 - 두봉리 - 장평면임리 교차로 - 녹양교 - 임리 - 기동리 - 복흥리 - (미개통 구간 : 내동리 - 큰덕골재)
- 화순군
  - 이양면 (미개통 구간 : 큰덕골재) - 초방리 - 도림역 (폐역) - 도림교 - 매정리 - 쌍봉 교차로 - 쌍봉리 - 쌍봉교 - 사자교 - 쌍봉사 - 중리 - 옥리

## 중복 구간
- 보성군 벌교읍 장좌 교차로 ~ 득량면 군두사거리 : 국도 제2호선과 중복
- 보성군 조성면 신월삼거리 ~ 득량면 군두사거리 : 국도 제77호선과 중복
- 보성군 득량면 군두사거리 ~ 겸백면 남양삼거리 : 지방도 제845호선과 중복
- 보성군 보성읍 차시험장삼거리 ~ 장흥군 장평면 임리 : 지방도 제836호선과 중복

## 도로명
- 고흥군 점암면 점암면오산 교차로 ~ 강산삼거리 : 능가사로
- 고흥군 점암면 화전삼거리 ~ 신기교 남단 : 여도진로
- 고흥군 점암면 신기교 남단 ~ 과역면 호덕리 : 쌍정자길
- 고흥군 남양면 월정리 ~ 죽암방조제 : 망월로
- 고흥군 남양면 죽암방조제 ~ 동강면 죽암리 : 죽암안길
- 보성군 벌교읍 대포리 ~ 장좌 교차로 : 남하로
- 보성군 벌교읍 장좌 교차로 ~ 득량면 군두사거리 : 녹색로
- 보성군 득량면 군두사거리 ~ 겸백면 남양삼거리 : 충의로
- 보성군 겸백면 남양삼거리 ~ 미력면 용지교 남단 : 용산길
- 보성군 미력면 용지교 남단 ~ 만평삼거리 : 보성강로
- 보성군 미력면 만평삼거리 ~ 보성읍 차시험장삼거리 : 송재로
- 보성군 보성읍 차시험장삼거리 ~ 장흥군 장평면 장평면임리 교차로 : 평동로
- 장흥군 장평면 임리 ~ 복흥리 : 차돌고개로
- 화순군 이양면 초방리 ~ 도림교 북단 : 초방길
- 화순군 이양면 도림교 북단 ~ 쌍봉 교차로 : 학포로
- 화순군 이양면 쌍봉 교차로 ~ 옥리 : 쌍산의로

## (구) 지방도 제843호선
지방도 제843호선(광주 ~ 대치선)은 1980년대에 존재했던 전라남도의 지방도로, 전라남도 광주시 동구 충장로에서 담양군 대전면까지 이어지는 노선이었다.
1986년 도로현황조서 기준으로 폐지되어 사라졌다. 지금의 우치로가 이 노선의 일부 구간이다.

### 연혁
- 1984년 9월 18일 : 도로 확포장공사를 위해 광주시 동구 충장로 ~ 담양군 대전면 응용리 10.0km 구간 도로구역 변경[12]
- 1985년 12월 23일 : 기점을 '광주시 동구 충장로', 종점을 '담양군 대전면 응용리'로 명시하고 도로개량이 완료된 광주시 동구 충장로5가 ~ 북구 우치동 9.8km 구간과 광주시 북구 용전동 200m 구간 도로예정지 해제[13]
- 1986년 : 노선 폐지

### (구) 주요 경유지
- 광주시
  - 동구 충장로(도로원표) - 북구 효죽동(국도 제15호선과 중복) - 우치동

- 담양군
  - 대전면 응용리 (국도 제1호선과 분기)